# Sarah Dickenson
Sarah Dickenson (28 mars 1868, Hulme - 26 décembre 1954), est une militante féministe et syndicaliste britannique.

## Biographie
Originaire de Manchester, Sarah Welsh quitte l'école à l'âge de onze ans pour travailler dans une usine de coton. Elle s’intéresse très tôt au syndicalisme. En 1931, elle récompensée de l'Ordre de l'Empire britannique.

## Activisme syndical
En 1895, Sarah Dickenson est nommée secrétaire adjointe du nouveau syndicat des femmes de Manchester et de Salford (WTUC). Elle quitte son emploi et se consacre entièrement à ses activités auprès du conseil des métiers de la Fédération des travailleuses, dont elle devient secrétaire en 1904. Dès 1899, elle exerce le rôle de secrétaire au sein de la Manchester and Salford Association of Machine, Electrical and other Women Workers,.

## Suffrage féminin
Vers 1900, Sarah Dickenson rejoint la Société du suffrage féminin du Nord de l'Angleterre (NESWS), un organisme lié au Syndicat national des sociétés de suffrage féminin (NUWSS). Elle prend part à de nombreuses réunions sur le droit de vote des femmes et joue un rôle de premier plan dans la promotion d'une pétition réunissant les signatures de 30 000 travailleuses d'usine qu'elle présente conjointement au Parlement en 1901. Les membres du syndicat des femmes de Manchester et de Salford (WTUC) ne parviennent pas à s’entendre sur le fait de soutenir activement le mouvement pour le droit de vote des femmes. En 1903, Sarah Dickenson devient l'une des fondatrices du Comité de représentation des femmes et des travailleurs des textiles du Lancashire et du Cheshire, une organisation dévouée au suffrage féminin. Elle démissionne de la WTUC l'année suivante,. 
En 1905, la NESWS refuse toujours de mêler aux groupes de classe moyenne, les mouvements féminins syndicaux. Sarah Dickenson démissionne, suivie de Christabel Pankhurst et de plusieurs autres membres fondatrices pour former la National Industrial and Professional Women's Suffrage Society. La militante rejoint le comité exécutif. Elle est également toujours active au sein du Syndicat national des sociétés de suffrage féminin (NUWSS), et travaille parfois comme organisatrice rémunérée pour le groupe. En 1907, aux côtés de Mary Macarthur, elle participe à l’organisation d’une conférence au nom du Syndicat national des travailleuses à Manchester,. 

## Première Guerre mondiale
Sarah Dickenson s'oppose à la Première Guerre mondiale. Elle est nommée déléguée lors de la Conférence internationale des femmes sur la paix à La Haye, mais ne peut s’y rendre en raison des restrictions liées à la guerre. En parallèle, l’activiste fait campagne auprès du gouvernement britannique pour que le salaire minimum des femmes en temps de guerre soit réévalué à la hausse. Une mesure mise en place dès 1915.
En 1920, Sarah Dickenson est nommée secrétaire du groupe des femmes du Manchester and Salford Trades Council. Elle se retire du mouvement syndical en 1930 et travaille comme magistrate jusqu'en 1939.